# Guillaume de Puylaurens
Guillaume de Puylaurens (in occitano Guilhèm de Puèglaurenç; in latino Guillelmus de Podio Laurenti) (fl. XIII secolo) è stato un cronachista latino del XIII secolo, autore di una storia sul catarismo e sulla crociata albigese.

## Biografia
Nacque poco dopo il 1200 a Tolosa, dove forse ha studiato alla nascente università, ottenendo il titolo di "Magister". Lavorò con il vescovo Folchetto intorno al 1228-1230. Fu curé (curato) a Puylaurens (Tarn) dal 1237 al 1240 (da qui il soprannome) e durante questo periodo fu in stretta relazione con il vescovo successore di Folchetto, Raimondo di Fauga. Dal 1244 in poi fu cappellano di Raimondo VII di Tolosa e assistette alla sua morte, avvenuta il 27 settembre del 1249. Visse almeno fino al 1274, lavorando di tanto in tanto per l'Inquisizione.
Il suo lavoro è intitolato semplicemente Cronica.